# Mikaela Mayer
Mikaela Mayer (Los Angeles, 4 de juliol de 1990) és una boxejadora i antiga model estatunidenca. Nascuda a Los Angeles, representa als Estats Units en la categoria de 60kg als Jocs olímpics d'estiu de 2016 a Rio de Janeiro.

## Trajectòria
- 2016 AIBA Americas Qualifier: Gold Medalist, Lightweight 60 kg (132 lbs)[1]
- 2016 Olympic Trials Champion[1]
- 2015 USA Boxing National Champion 60kg (132lbs)[1]
- 2014 USA Boxing National Champion 60 kg (132 lbs)[1]
- 2012 AIBA Women's World Boxing Championships: Bronze Medalist, Light welterweight 64 kg (141 lbs)[1]
- 2012 AMBC Continental Championships: Gold Medalist 64 kg (141 lbs)[1]
- 2012 USA Boxing National Champion 64 kg (141 lbs)[1]
- 2012 U.S. Olympic Team Trials: Runner-Up 60 kg (132 lbs)[1]
- 2011 National Golden Gloves: Champion 60 kg (132 lbs)[1]